# Горас Гвінн
Горас Гвінн (англ. Horace Gwynne; 5 жовтня 1912 — 16 квітня 2001) — канадський боксер, олімпійський чемпіон 1932 року.

## Життєпис
Лефті Гвінн народився в Торонто в родині муляра-іммігранта з Англії. Після початку Першої світової війни родина повернулася до Англії, а його батько пішов на службу. Юний Горас почав займатися боксом зі своїм братом. Згодом родина знову повернулася до Торонто, і мініатюрний Гвінн почав займатися скачками, мріючи стати жокеєм. Але на початку 1920-х років він почав відвідувати тренування з боксу в Торонто, щоб утримати свою вагу для верхової їзди. Після Олімпіади 1932 року Гвінн став професіоналом. Він бився як професіонал до 1939 року, вигравши чемпіонат Канади у найлегшій вазі на початку того ж року, але програв свої останні два професійних поєдинки. Його професійний рекорд становив 31 перемогу, 9 поразок і 2 нічиїх. Пізніше він повернувся до свого першого виду спорту, працюючи агентом жокеїв, а потім оселився в Торонто, де навчав спорту дітей у громадських центрах.

## Аматорська кар'єра
Олімпійські ігри 1932
- 1/4 фіналу. Переміг Віто Меліса (Італія)
- 1/2 фіналу. Переміг Хосе Віллануева (Філіппіни)
- Фінал. Переміг Ганса Зігларського (Німеччина)